# Janus Theeuwes
Adrianus Cornelis "Janus" Theeuwes (Gilze en Rijen, Brabant del Nord, 4 d'abril de 1886 - Tilburg, 7 d'agost de 1975) va ser un tirador amb arc neerlandès que va competir a començaments del segle xx.
El 1920 va prendre part en els Jocs Olímpics d'Anvers, on va disputar una prova del programa de tir, el tir a l'ocell mòbil, 28 m. per equips, en què guanyà la medalla d'or.